# Pedro Luiz d'Orléans-Bragance
Pour les articles homonymes, voir Prince Pierre d’Orléans-Bragance.
Pedro Luiz ou Pierre-Louis d'Orléans-Bragance, (en portugais : Pedro Luiz de Orleans e Bragança), qui portait le titre de courtoisie de prince du Brésil, né le 12 janvier 1983 à Rio de Janeiro, au Brésil, et mort le 1er juin 2009, à bord du vol Air France 447, qui a sombré dans l’océan Atlantique, est une personnalité brésilo-belge du monde des affaires, fils d'Antônio d'Orléans-Bragance et de la princesse Christine de Ligne.

## Biographie
Pedro Luiz d'Orléans-Bragance était un descendant du dernier empereur du Brésil. À la date de sa disparition en mer, il était pour les partisans de la branche de Vassouras, quatrième dans l’ordre de succession au trône. Il était le fils le plus âgé d’Antônio d'Orléans-Bragance et de son épouse la princesse Christine de Ligne, fille de la princesse Alix de Luxembourg. Il est un descendant direct de la princesse impériale Isabelle du Brésil.
Il travaillait en tant que consultant financier à la banque BNP Paribas au Luxembourg.
Pedro Luiz d'Orléans-Bragance était à bord du vol 447 d’Air France qui a disparu au-dessus de l’Atlantique le 1er juin 2009. Il souhaitait se rendre au Luxembourg où il faisait un stage en économie après avoir rendu visite à sa famille à Rio de Janeiro.

## Titulature et décorations

### Titulature
Les titres portés par les membres de la maison d'Orléans-Bragance n'ont aucune existence juridique au Brésil et sont considérés comme des titres de courtoisie accordés par le prétendant au trône :
- 12 janvier 1983 — 1er juin 2009 : Son Altesse Royale le prince Pedro Luiz d'Orléans-Bragance, prince du Brésil.

Membre de la maison d'Orléans-Bragance en tant que descendant par les mâles d’Isabelle, princesse impériale du Brésil et du comte d’Eu, Pedro Luiz reçoit à la naissance les titres de courtoisie de prince d'Orléans-Bragance et de prince du Brésil, avec, en tant que cadet le prédicat de courtoisie d’altesse royale et non celui d’altesse impériale réservé aux héritiers directs,. Pedro Luiz appartient à la branche de Vassouras, branche cadette de la maison d’Orléans-Bragance.

### Décorations dynastiques
- Grand-croix de l'ordre de Pierre Ier (maison d'Orléans et Bragance)[8]
- Grand-croix de l'ordre de la Rose (maison d'Orléans et Bragance)[8]